# Klaus Burger

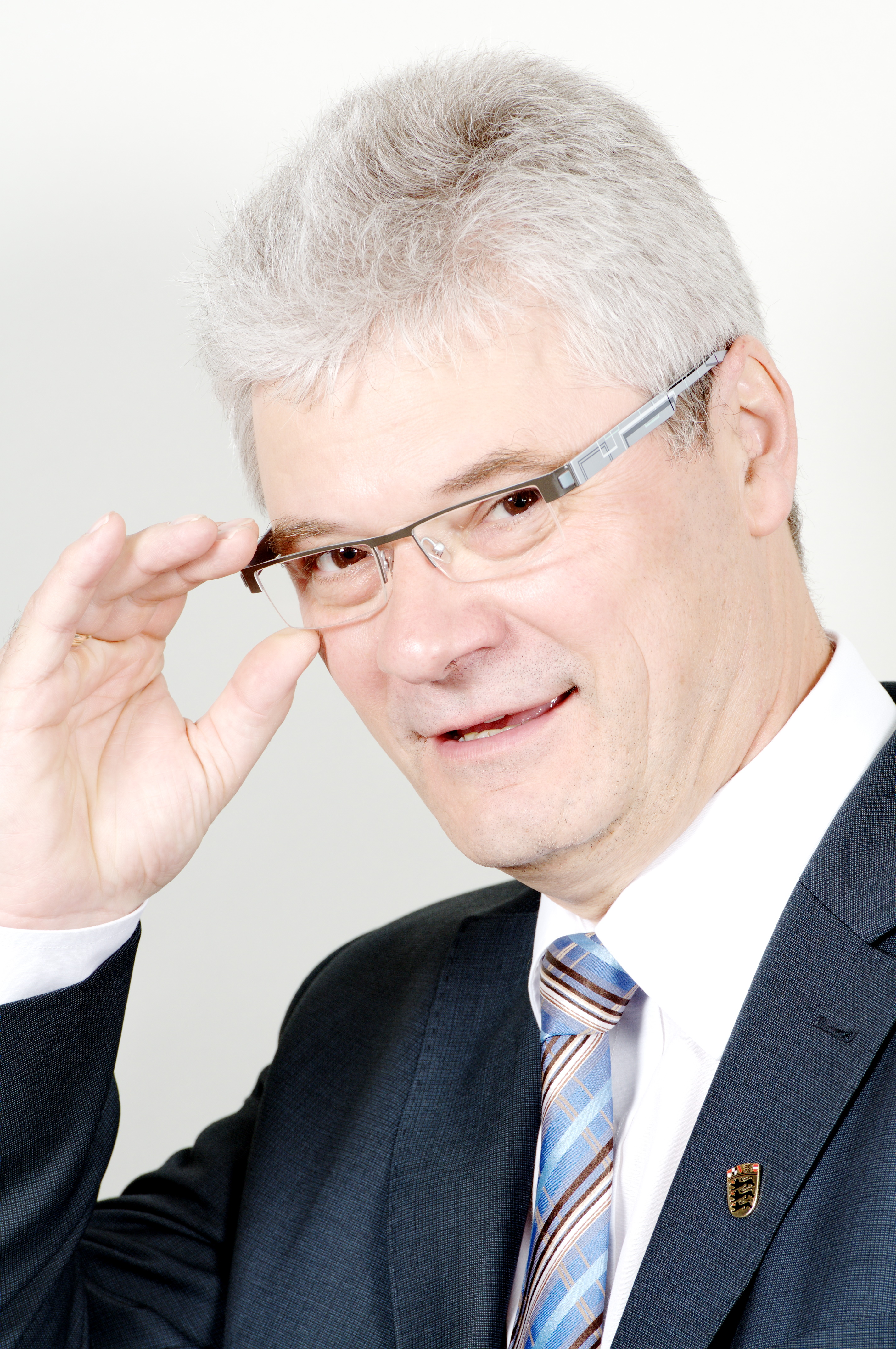
Klaus Burger 2013

Klaus Martin Burger (* 7. August 1958 in Mengen) ist ein deutscher Politiker (CDU) und seit 2012 Mitglied im Landtag von Baden-Württemberg.

## Leben
Burger besuchte die Grund- und Hauptschule in Hohentengen und legte später die Mittlere Reife ab. Danach besuchte er die kaufmännische Berufsschule Saulgau und verließ sie 1977 mit dem Abschluss als Bankkaufmann. Nach seinem Wehrdienst von 1977 bis 1978 in Dornstadt arbeitete er von 1978 bis 2002 als Bankkaufmann und Filialleiter. 2003 wurde er Geschäftsstellenleiter des Bauernverbands Biberach-Sigmaringen, von 2011 bis 2013 war er dort Kreisgeschäftsführer. Seit Oktober 2022 ist Burger Vorsitzender des Freundeskreises Karolingische Klosterstadt Meßkirch – Campus Galli e. V.
Burger ist verheiratet und Vater dreier Kinder. Er ist katholischer Konfession.

## Politik
Burger war von 1994 bis 2019 Gemeinderat in Hohentengen. Dort war er auch seit 1999 stellvertretender Bürgermeister. Von 2002 bis 2014 war er Vorsitzender des CDU-Gemeindeverbandes. 2009 wurde er in den Kreistag des Landkreises Sigmaringen gewählt. Seit 2013 ist er Vorsitzender des CDU-Kreisverbandes in Sigmaringen. Am 3. Juli 2012 rückte Burger für die ausgeschiedene Tanja Gönner als Abgeordneter in den Landtag von Baden-Württemberg nach, wo er den Wahlkreis 70 Sigmaringen vertritt. Bei der Landtagswahl 2016 erreichte er ein Zweitmandat. Bei der Landtagswahl 2021 konnte er erneut über ein Zweitmandat in den Landtag einziehen. Bei der Landtagswahl 2026 tritt er nicht erneut an.